# 上浦多々羅スポーツ公園
上浦多々羅スポーツ公園（かみうらたたらスポーツこうえん）は、愛媛県今治市上浦町井口にあるスポーツ施設を有する都市公園（運動公園）。

## 概要
越智郡上浦町（現:今治市）がしまなみ海道の多々羅大橋近くの井口地区埋め立て地に事業費15億円をかけて整備した。2003年4月にオープンした。
公園内には温水プールやアリーナ、温泉などがある体育館「しまなみドーム」や多目的グランド、テニスコートなどが立地している。

## 主な施設
- しまなみドーム
  - アリーナ
  - トレーニング室
  - 温水プール
  - 温泉「三島の湯」
- テニスコート（3面）
- 多目的グランド

## 交通
- 西瀬戸自動車道大三島インターチェンジから車で5分。
- JR今治駅前より瀬戸内海交通急行バス（大三島～今治）、瀬戸内運輸特急バス（大三島～今治、松山）にて「井口港」停留所で下車して徒歩で約13分。

## 周辺
- 多々羅キャンプ場
- 村上三島記念館
- 道の駅今治市多々羅しまなみ公園